# Авенир Знеполски
Авенир е висш руски и български православен духовник, който от 1998 до 2001 година е знеполски епископ на Българската православна църква.

## Биография
Роден е на 24 март 1930 година в пловдивското село Костиево, България, със светското име Александър Стоицов Арнаудов. В 1946 – 1951 година учи в Софийската духовна семинария, а от 1951 до 1955 година в Софийската духовна академия, която завършва с теза „Произход и развитие на църковните одежди“. От 1956 до 1960 година Александър Арнаудов е помощник ръководител на хора в храма „Света Петка“ в Пловдив.
На 21 януари 1961 година Александър Арнаудов пристига във Виена и от 1962 до 1968 година учи славистика и история на изкуството във Виенския университет. От 1969 до 1995 година е библиотекар в Австрийската национална библиотека.
Присъединява се към клира на Виенската и Австрийска епископия на Руската православна църква. На 19 март 1963 година епископ Филарет Виенски и Австрийски го ръкополага за дякон. На 26 август 1972 година епископ Герман Виенски и Австрийски го подстригва в монашество под името Авенир. На 6 април 1975 година е ръкоположен за йеромонах от архиепископ Ириней Виенски и Австрийски. На 30 април 1978 година архиепископ Ириней го възвежда в сан игумен, а на 19 октомври 1979 година – в сан архимандрит. В 1979 – 1991 година е настоятел (ефимерий) на храма „Преображение Господне“ в Баден-Баден, Германия.
В 1990 година минава в клира на Западноевропейската епархия на Българската православна църква – на 1 ноември 1990 година с решение на Западноевропейския епархиален съвет от 31 октомври 1990 г. митрополит Симеон възлага на архимандрит Авенир попечителството на общината „Свети Иван Рилски“ във Виена.
В 1992 година се присъединява към така наречения Алтернативен синод и на 14 септември 1992 година е ръкоположен за титулярен епископ главиницки със задачата да създаде български православни общности в Европа.
На 1 октомври 1998 година на Всеправославния събор в София е приет по крайно снизхождение обратно в клира на Българската православна църква с титлата знеполски епископ и е направен викарен епископ на Западно и Централноевропейската епархия.
Умира на 11 юни 2001 година и е погребан във Виенското централно гробище.

## Награди
- Орден на светия равноаполстол велик княз Владимир 3 степен (1982)
- Право на носене на втори кръст с украшения (1986)
- Орден на преподобния Сергий Радонежки 3 степен (1988)

## Публикации
- 100-летие прихода в Баден-Бадене // Журнал Московской Патриархии. 1983. — № 1. — С. 20-21.
- Die byzantinische Kirchenmusik in Bulgarien. — 1984. — S. 189—209.
- Das Millenium der Russisch-orthodoxen Kirche. 1000-Jahr-Feier der Christianisierung Rußlands. Abtei Seckau (21. 3.).
- Die bulgarische Literatur. Von den Anfangen bis zur Gegenwart. Eine Übersicht. Basel (17. 11.).
- Die bulgarische Literatur. Christo Botev (1848—1876) und Vasil Drumev (1841—1901). Basel (17. 11.).